# 催化转换器

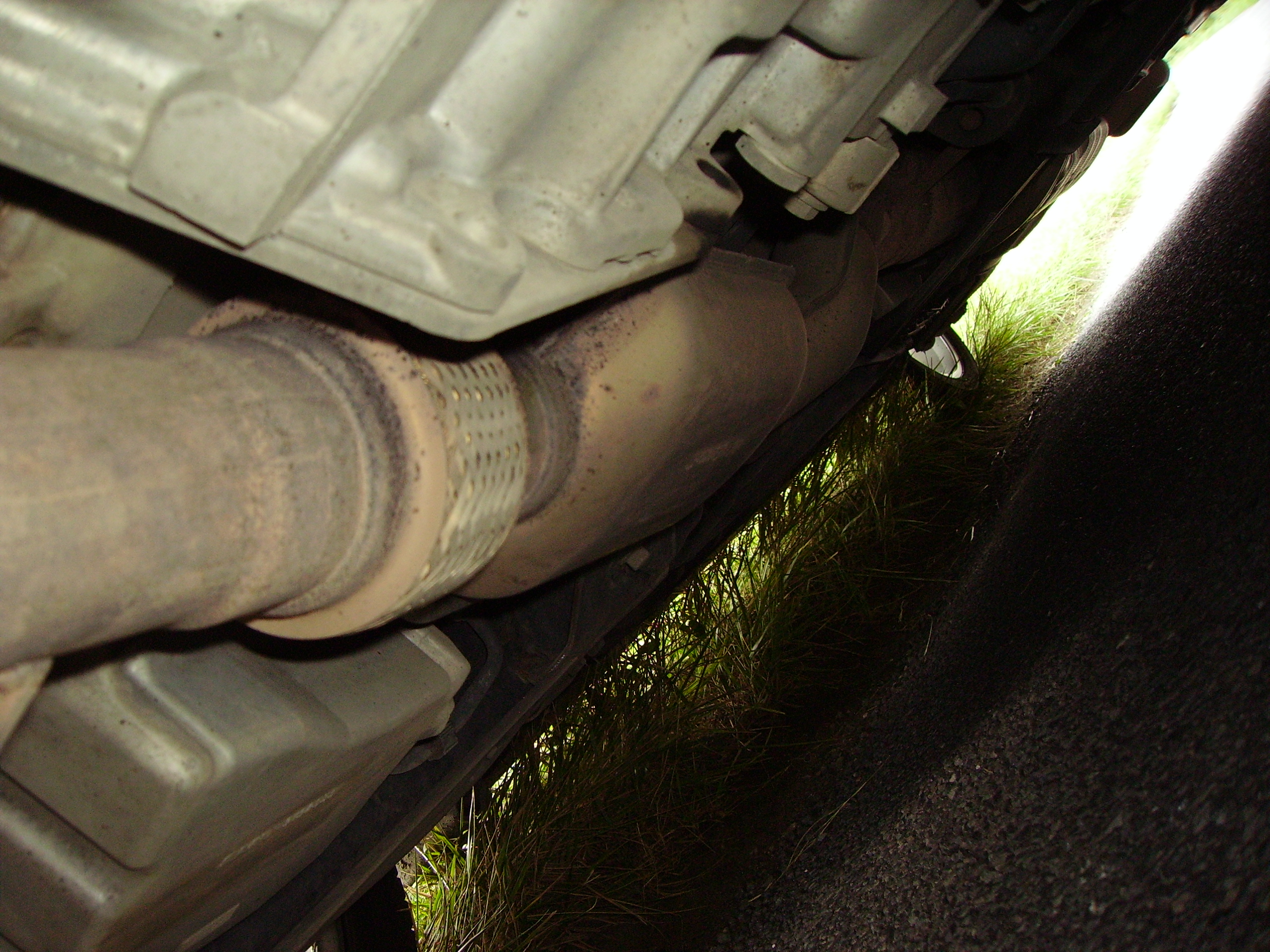
Saab 9-5型号汽车上的催化转换器

催化转换器又称觸媒轉化器（英語：catalytic converter）、觸媒轉換器，安裝於汽车废气排放系统中，含有鉑、鈀及銠等貴金屬作為觸媒，利用催化机制减少有害废气，如碳氫化合物（HC）、一氧化碳（CO）和氮氧化物（NOx）等）、以利环境保护的一个装置。

## 概念

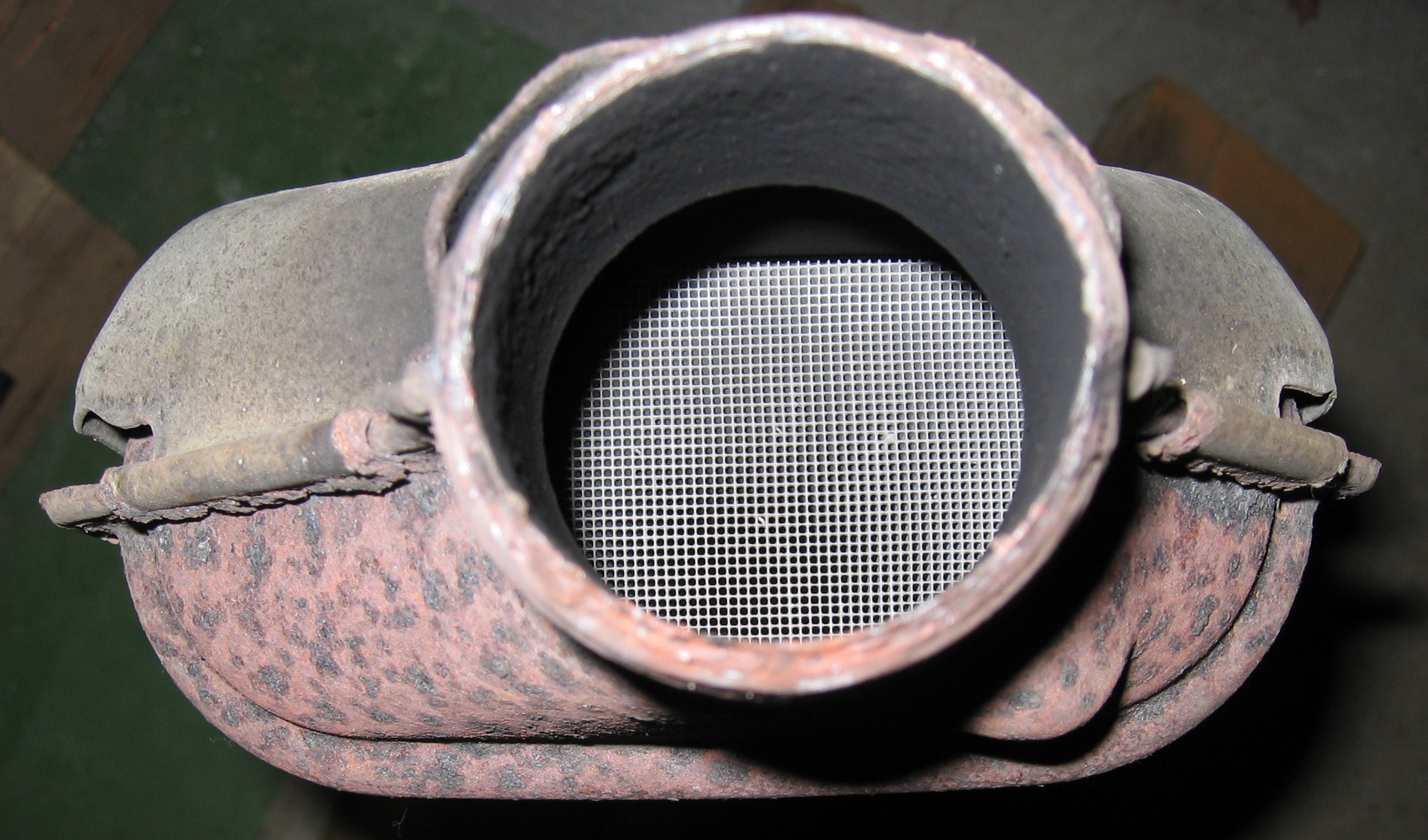
觸媒轉換器內部

催化转换器是利用催化剂的作用将排气中的CO、HC和NOx转换为对人体无害的气体的一种排气净化装置，也称作催化净化转换器。金属铂、钯或铑均可作催化剂。在化学反应过程中，催化剂只促进反应的进行，不是反应物的一部分，所以一般情形下，催化转化器寿命可达十数年。

## 分类
催化转换器有氧化催化转换器和三元催化转换器。
氧化催化转换器只将排气中的CO和HC（碳氢化合物）氧化为CO2和H2O，因此这种催化转换器也称作二元催化转换器。必须向氧化催化转换器供给二次空气作为氧化剂，才能使其有效地工作。
三元催化转换器可同时减少CO、HC和NOx的排放，它以排气中的CO和HC作为还原剂，把NOx还原为氮（N2）和水，而CO和HC在还原反应中被氧化为CO2和H2O。
当同时采用两种转换器时，通常把两者放在同一个转换器外壳内，而且三元催化转换器置于氧化催化转换器前面。排气经过三元催化转换器之后，部分未被氧化的CO和HC继续在氧化催化转换器中与供入的二次空气进行氧化反应。

## 使用限制
傳統的含鉛汽油裡面的四乙基鉛在引擎室內燃燒後轉變為鉛化合物，隨廢氣排出引擎，鉛可減少引擎爆震並保護气門座（lifter）。但此鉛化合物會毒化觸媒轉化器使其失去作用，因此需使用無鉛汽油，氣門座的問題則由汽車廠商在製造時先做強化處理。使用無鉛汽油也減少鉛中毒的可能性。

## 溫度問題
觸媒轉化器裡面的觸媒在高溫才會反應，在廢氣將觸媒轉換器加熱到工作溫度前，廢氣問題仍然嚴重，尤其當在地下停車場發動車輛時問題更大。可以在觸媒轉換器裡面放電熱系統預熱，以減少起動時的廢氣，但少有車輛使用預熱系統。混合動力車輛或纯电汽车可以大幅減少空氣污染。
高溫的觸媒轉換器接觸到雜草等可燃物質，可能會發生火災。